# Melanotaenia oktediensis
Melanotaenia oktediensis é uma espécie de peixe da família Melanotaeniidae.
É endémica da Papua-Nova Guiné.